# Thor Leonardo Halvorssen Mendoza

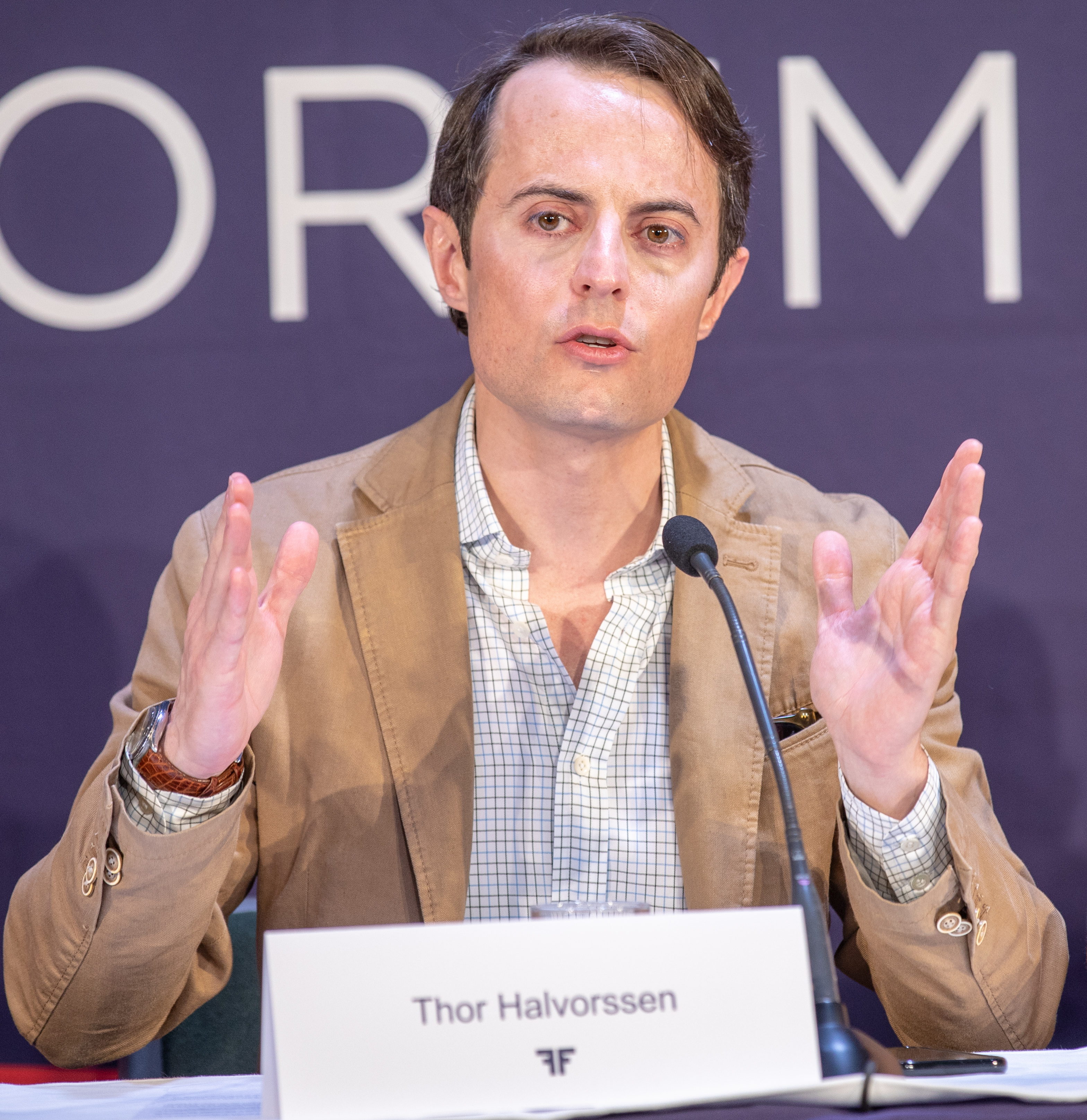
Oslo, 2018

Thor Leonardo Halvorssen Mendoza (* 1976), meistens nur Thor Halvorssen genannt, ist ein venezolanischer Menschenrechtsaktivist und Filmproduzent.
Halvorssen hat einen Abschluss in Geschichte von der University of Pennsylvania. Sein Urgroßvater wurde als norwegischer Botschafter ins Land gesandt, auch weitere Verwandte waren und sind in hohen Positionen in der Politik tätig. 2005 gründete er das Moving Picture Institute und die Human Rights Foundation, die als ihr Ziel die Förderung der Freiheit angibt und das Oslo Freedom Forum jährlich veranstaltet. Die Filme vom Moving Picture Institute sind unternehmensfreundlich, antikommunistisch und gegen Umweltbewegungen gerichtet. Halvorssen merkte dazu an, dass sich die Filmarbeit sehr gut mit seinen anderen Aktivitäten verbinde. Er verwies darauf, dass mit Filmen viele Leute „für die Freiheit“ erreicht werden können. Zu den Filmen zählt Mine Your Own Business, finanziert zusammen mit einem Minenunternehmen, wo Umweltschützer als Gegner von Wohlstand und Entwicklung der Bevölkerung präsentiert werden. Indoctrinate U wendet sich unter anderem gegen „politische Korrektheit“ an Universitäten.
Wesentliche finanzielle Unterstützer der Aktivitäten von Halvorssen sind der Donors Capital Fund und der Investor Peter Thiel, der auch als Redner bei der Human Rights Foundation auftritt. In einem Artikel des The Economist wurde hervorgehoben, dass sich die Aktivitäten der Human Rights Foundation deutlich von anderen Menschenrechtsorganisationen wie Amnesty International unterscheiden. Das Oslo Freedom Forum, mit seinem Übergewicht von Antikommunisten, sei spektakulär anzusehen und ähnele eher dem Weltwirtschaftsforum.
In der norwegischen Zeitung Aftenposten kamen 18 Lateinamerikawissenschaftler über die Human Rights Foundation und Halvorssen zu Wort. Sie lobten grundsätzlich, dass Menschenrechte mit Veranstaltungen thematisiert werden, wobei sich nach ihrer Beurteilung die Human Rights Foundation, mit ihren Aktivitäten und ihren Beziehungen zu rechten Netzwerken, systematisch gegen linke Regierungen richte. Andere Regierungen und andere Herausforderungen im Bereich der Menschenrechte (z. B. Rassismus gegen Indigene, Verbrechen gegen Gewerkschafter) würden hingegen beschönigt bzw. nicht thematisiert. Halvorssen äußerte, er sei in einem Venezuela ohne Rassismus aufgewachsen. Zu seiner politischen Ausrichtung sagt Halvorssen selbst, er sei „klassisch liberal“ und sei gegen „Faschismus, egal ob Sozialismus oder Nationaler Sozialismus“.
Im Mai 2010 kaufte er das norwegische Nachrichtenmagazin Ny Tid.